# Maserati Quattroporte
De Maserati Quattroporte is een sedan uit het topklassesegment van het Italiaanse luxe automerk Maserati. Quattroporte betekent in het Italiaans vier deuren. De eerste versie werd in 1963 geïntroduceerd en de productie zou tot 2023 doorgaan. Mogelijk zal in de toekomst een elektrische opvolger op de markt komen.
Sinds 1963 zijn er zes typen Quattroporte geweest:
1. Quattroporte I (1963 – 1969)
2. Quattroporte II (1974 – 1978)
3. Quattroporte III (1979 – 1990)
4. Quattroporte IV (1994 – 2000)
5. Quattroporte V (2004 – 2012)
6. Quattroporte VI (2013 – 2023)

## Quattroporte I

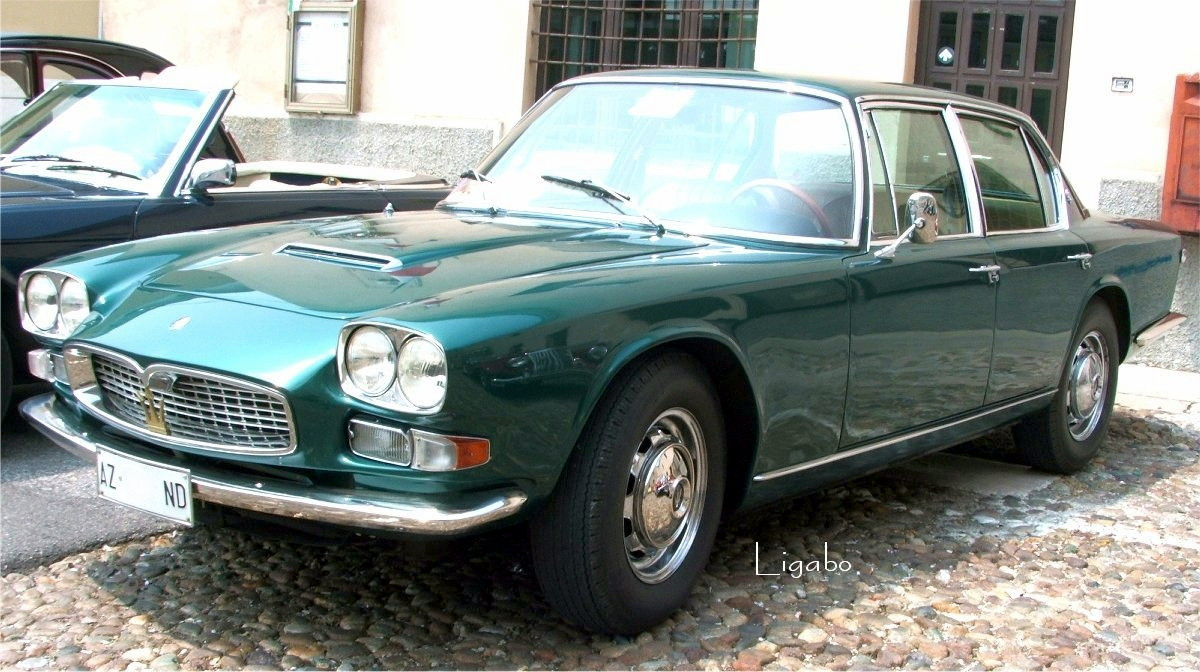
Maserati Quattroporte I

De Quattroporte 1 werd ontworpen door Pietro Frua. Het idee was om een snelle reislimousine te maken, met staatshoofden en andere hoogwaardigheidsbekleders, filmsterren etc. als voornaamste clientèle. Voor Maserati-begrippen was de wagen destijds uiterst succesvol, met in totaal 776 verkochte wagens. Het was in die dagen de snelste vierdeurswagen die geleverd werd. Hij werd verkocht met twee motorvarianten: 4,2 en 4,7 liter. Type 1 werd verkocht van 1963 tot 1966 (216 stuks), model 2 van 1966 tot 1970 (516 stuks).

## Quattroporte II

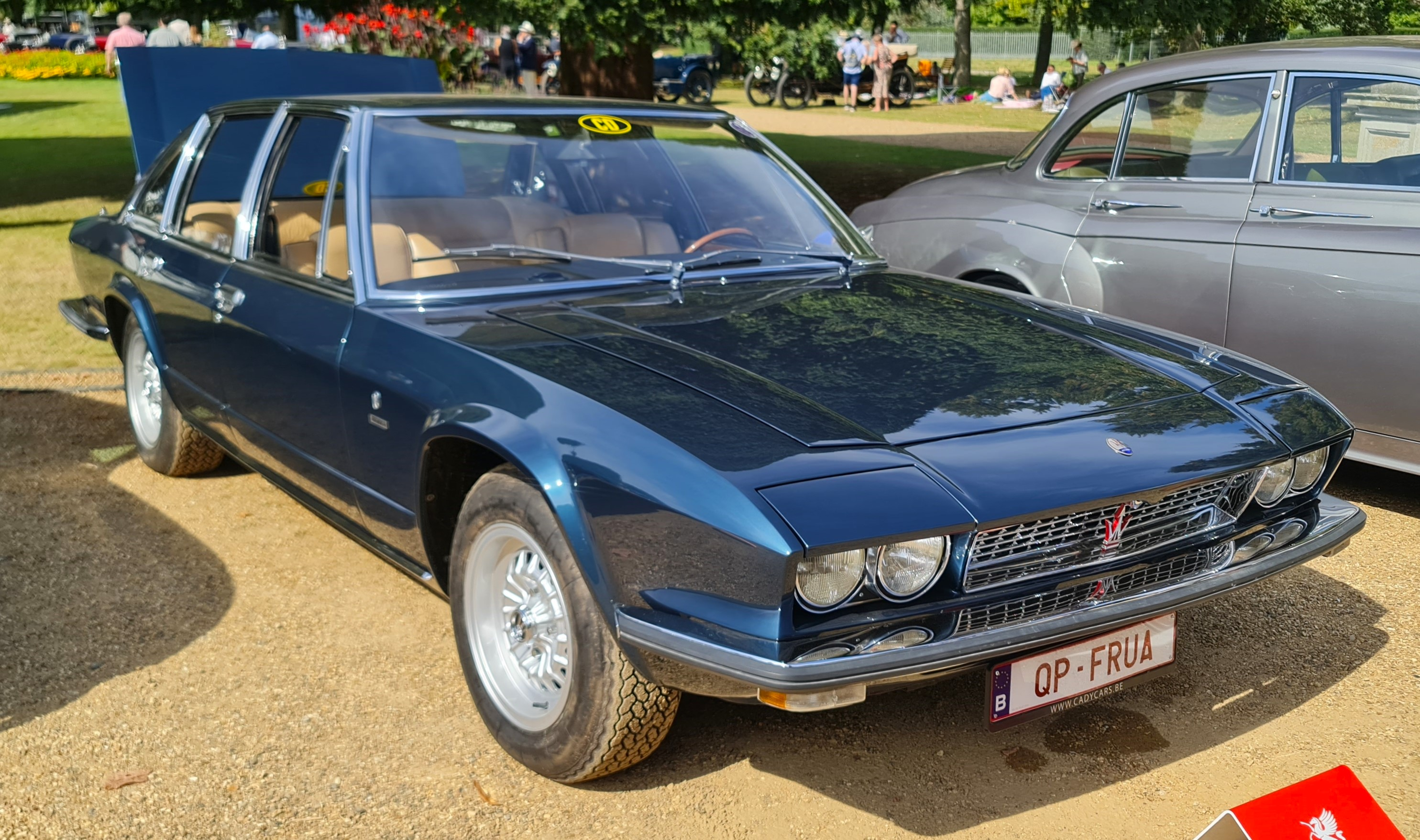
Maserati Quattroporte II

De Quattroporte 2 werd ontwikkeld nadat Citroën het roer bij Maserati had overgenomen. Het ontwerp was van Bertone. Het was in feite een beetje een vierdeurs-Citroën SM. De wagen is in een zeer kleine serie gebouwd (13 exemplaren waarvan er nog maar vijf overleefd hebben, voor zover bekend), waarvan de meeste naar het Midden-Oosten zijn verdwenen. Doordat Citroën in 1975 Maserati weer van de hand deed, is dit model nooit in serie geproduceerd. De wagen had de neus van de SM en ook dezelfde V6 die in de SM en de Maserati Merak werd gebruikt.

## Quattroporte III

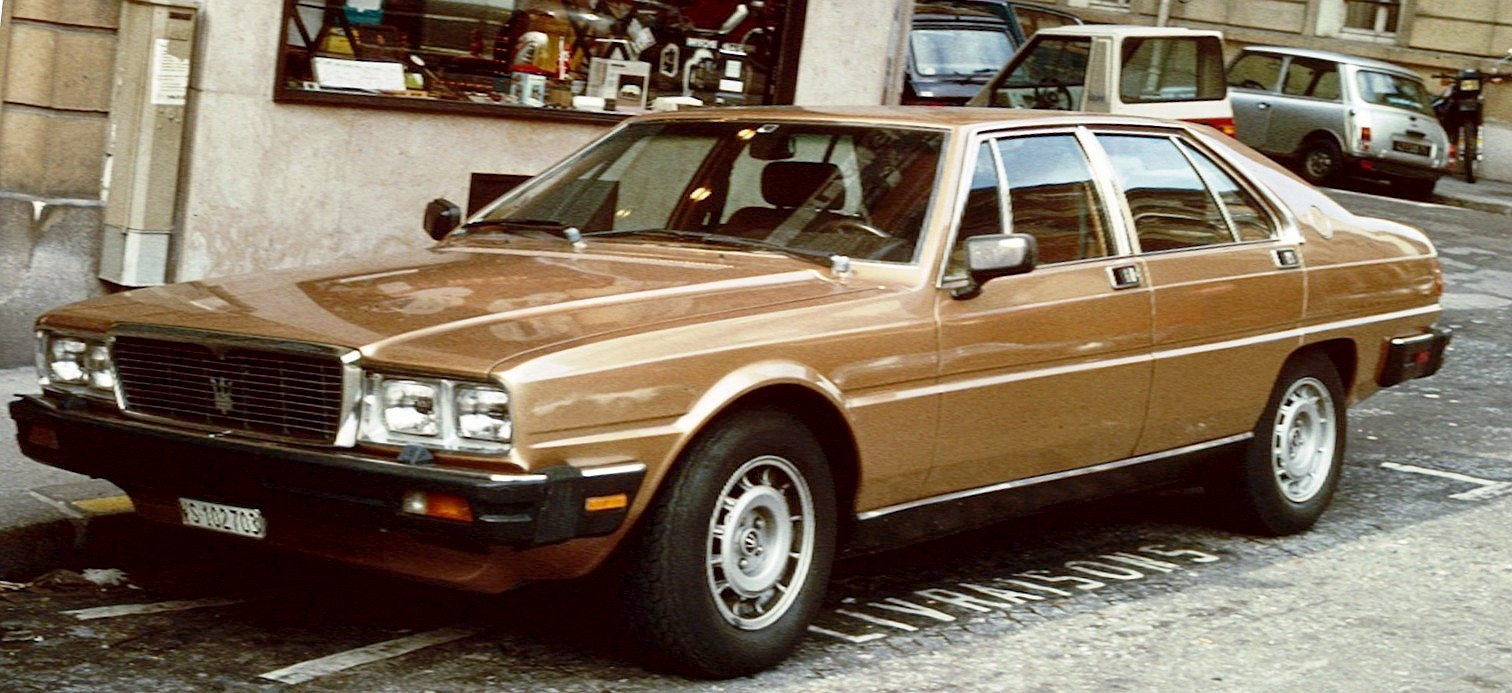
Maserati Quattroporte III

De Quattroporte 3 was een typische eind-jaren 70-kolos. De wagen was ontworpen door Giugiaro, was ruim 5 meter lang en bijna 2 meter breed, en woog ruim boven de 2 ton. de zelfdragende carrosserie was gebaseerd op dat van de Maserati Kyalami dat weer gebaseerd was op dat van de De Tomaso Deauville. De Tomaso had Maserati in 1976 overgenomen van Citroën en wilde zoveel mogelijk verwijzingen naar de oude eigenaar verwijderen. De auto kwam uit in 1979. Ook hier was de doelgroep staatshoofden, zangers en bekende wereldburgers. Het was een van de meest gebouwde Maserati's uit die jaren. De auto was in productie tot 1990. De wagen was leverbaar met de 4,2- en de 4,9 liter-motor, maar het merendeel werd verkocht met de 4,9 liter-motor.
De laatste jaren werd de wagen verkocht als Maserati Royale. Extra's waren: koelkast, schrijftafels achterin en een autotelefoon die tussen de twee achterzetels was ingebouwd. Met dat laatste was het merk vooruitstrevend. Het was de laatste Maserati waarin de oude V8-motor werd toegepast. Productieaantallen: 4,2 liter: 51; 4,9 liter: 2053; Royale: 53.

## Quattroporte IV

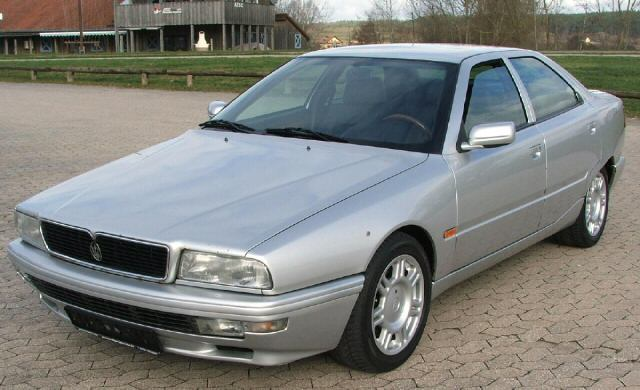
Maserati Quattroporte IV

De Quattroporte 4 was de eerste "Biturbo-Quattroporte", ontworpen door Gandini, en kwam uit in 1994. Dit was de eerste Quattroporte uit het Fiat-tijdperk. Alhoewel de oudere Biturbo's (als de 420, 425, 430, 4.24v etc.) ook met 4 deuren werden geleverd, werden ze geen Quattroporte genoemd. Deze wagen is in grote aantallen geleverd, het was een succes. In 1998 werd Maserati binnen het Fiatconcern onder Ferrari gehangen, en werd het model grondig herzien. De nieuwe variant heette de Maserati Quattroporte Evoluzione. Deze was op honderden punten verbeterd ten opzichte van het oudere model.
Een bekende bezitter is Michael Schumacher. Van de V6 2.0 zijn er 587 gebouwd, van de V6 2.8 668, van de V8 3.2 415, van de V6 2.0 Evoluzione 200, van de V6 2.8 Evoluzione 190, en van de V8 3.2 Evoluzione 823 stuks, wat het totaal brengt op 2883 stuks.

## Quattroporte V

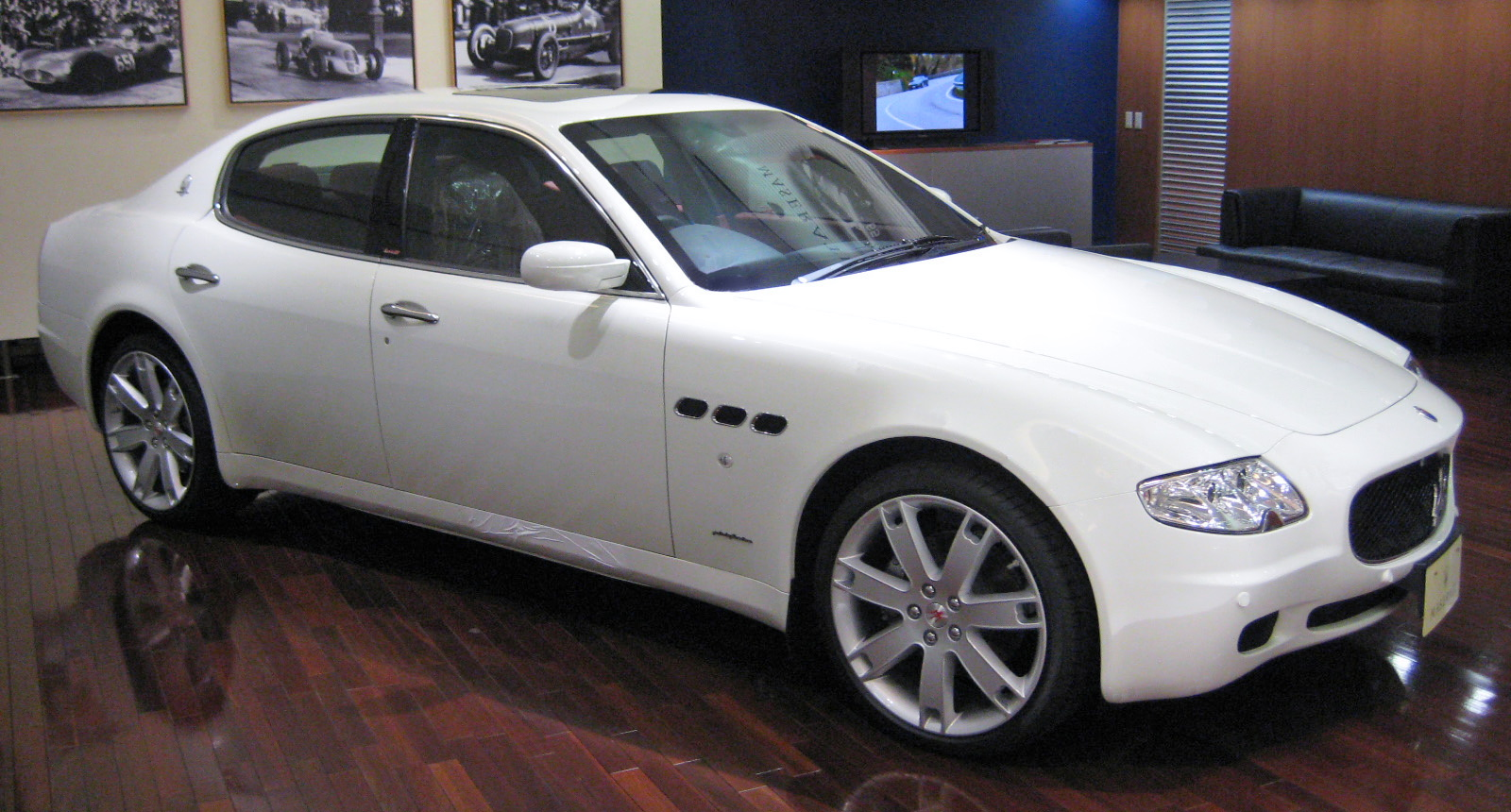
Maserati Quattroporte V

In 2004 kwam de Quattroporte 5, ontworpen door Pininfarina. Tijdens de presentatie op de Autosalon van Genève baarde het model opzien. De auto combineert sportiviteit met luxe, heeft de praktische ruimte van een volwaardige vierdeurs auto met een gedistingeerde uitstraling. 
Er zijn vier uitvoeringen: de Quattroporte, Quattroporte Executive GT, Quattroporte Sport GT en de Quattroporte Sport GT S. De motor is een door Maserati geoptimaliseerde 4,2 of 4,7 liter V8 afkomstig van Ferrari. Dezelfde motor wordt onder meer gebruikt in de Ferrari F430, Ferrari California, Ferrari 458. Ook de Alfa Romeo 8C is met deze motor uitgevoerd. De auto heeft een "cambiocorsa" versnellingsbak. De standaard Quattroportes hebben een adaptief onderstel. De sportieve modellen hebben vaste verlaagde onderstellen. 
Eind 2008 is een faceliftmodel van de Quattroporte V geïntroduceerd met een 4,7 liter-motor met 430pk als optie. De facelift is onder andere te herkennen aan de LED-voor- en achterlichten, de grill (met verticale lamellen) en de velgen (de velgen van de pre-facelift zijn ook beschikbaar op het 2008-model). De geïntroduceerde modellen van de facelift zijn: 2008 Quattroporte 4.2 en 2008 Quattroporte S 4.7.
In 2009 werd de Quattroporte Sport GT S geïntroduceerd, met 4,7 liter V8-motor met 440pk, verlaagd vast onderstel, krachtige nieuwe versnellingsbak met stuurflippers, een sportuitlaat, scherpere neus met concave spijlen, 20" Sport GT S-velgen, grotere remmen en TiTanTex / leder en alcantara interieur. Het is een exclusieve uitvoering waarvan er circa 15 in Nederland zijn.
De Quattroporte V heeft wereldwijd meer dan 50 prijzen gewonnen voor het ontwerp.

## Quattroporte VI

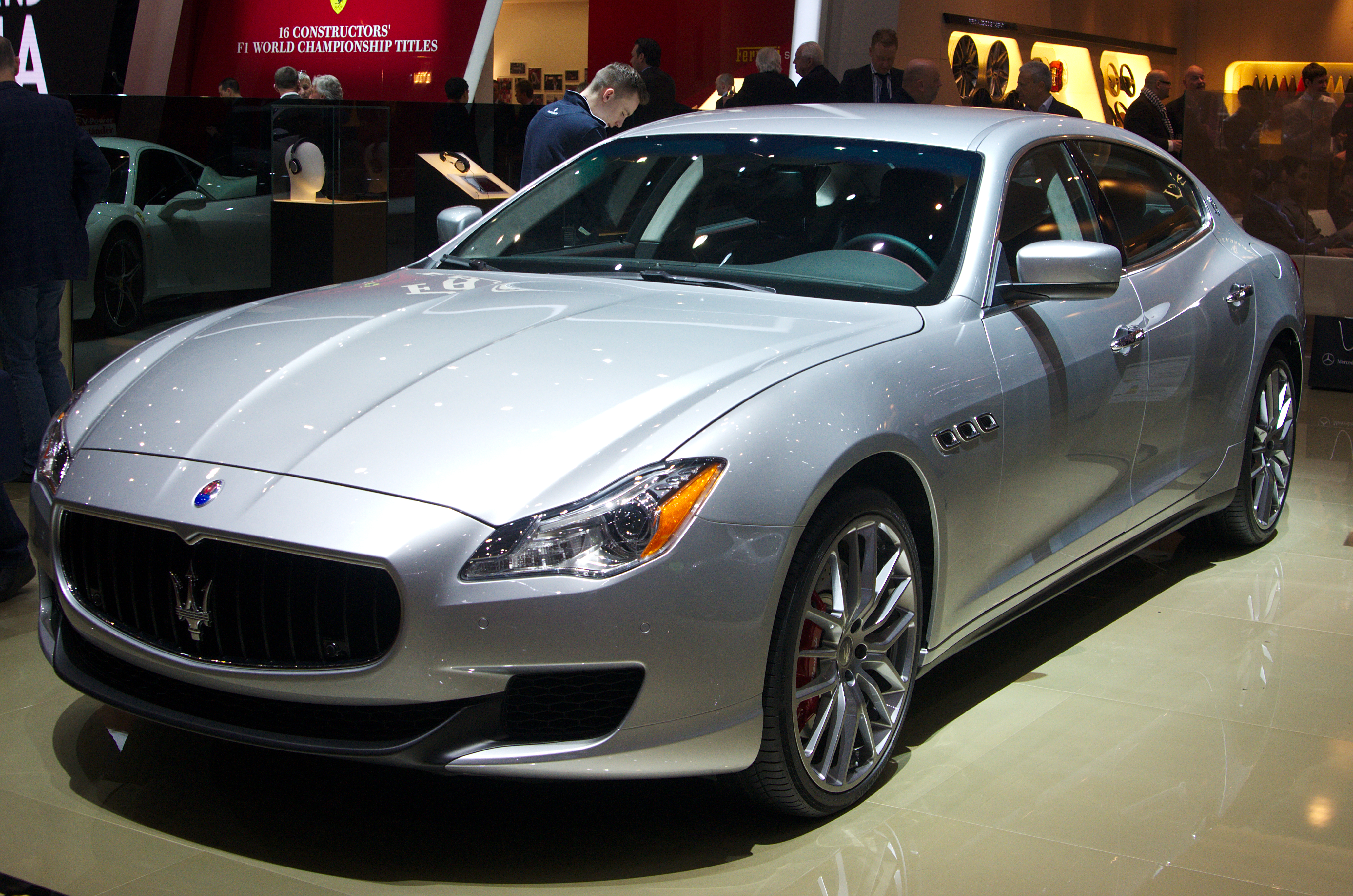
De Quattroporte VI

In januari 2013 werd de zesde generatie van de Quattroporte getoond tijdens de North American International Auto Show in Detroit (Michigan). Deze was uitgevoerd met vernieuwde V6- en V8-motoren van Ferrari. Ook werd aangekondigd dat twee afgeleide modellen op markt zouden verschijnen: De Ghibli, de iets kleinere versie en de Levante, de SUV-uitvoering. Deze zouden in respectievelijk midden 2013 en 2014 geïntroduceerd worden. Voor de Ghibli werd dit gehaald, maar de Levante werd uiteindelijk in 2016 geïntroduceerd.